# Vênus de Urbino
A Vênus de Urbino ou Vénus de Urbino (1538) é um óleo sobre tela de Ticiano. Exibe o nu de uma jovem identificada como Vênus, deitada numa espécie de cama suntuosa. A obra se encontra na Galleria degli Uffizi em Florença. A pose é baseada na Vênus Adormecida (c. 1510) de Giorgione, que Ticiano completou e que por sua vez está no Pinacoteca dos Mestres Antigos, em Dresden.
A pintura foi financiada por Guidubaldo II, duque de Urbino.
Venus de Urbino inspirou designadamente a pintura Olympia de Édouard Manet.

## Descrição e história
No seu quadro, Ticiano domesticou Vénus ao colocá-la num cenário interior, envolvendo-a com o espectador e tornando explícita a sua sensualidade. Desprovida como está de quaisquer elementos clássicos ou alegóricos – Vénus não apresenta nenhum dos atributos da deusa que supostamente representa – a pintura apresenta sem qualquer dúvida um carácter erótico.
A Vénus olha directamente para o/a espectador/a despreocupada com a sua nudez. É uma variante do tipo da Vénus pudica. Com a sua mão direita segura um ramo de rosas enquanto a outra mão repousa sobre o seu órgão genital. Junto a ela, um pouco recuado e dormente, está um cão, que é frequentemente um símbolo de fidelidade.
As criadas ao fundo estão a mexer numa arca, aparentemente na procura das vestes de Vénus. Ticiano faz o contraste entre as linhas rectas da arquitetura com as curvas do elemento feminino, e a tela por detrás de Vénus divide o quadro, uma sala ampla cuja dimensão é mitigada por elementos unificadores como o uso da cor e o padrão floral do tecido do sofá, das arcas cassoni e dos tapetes na parede ao fundo.

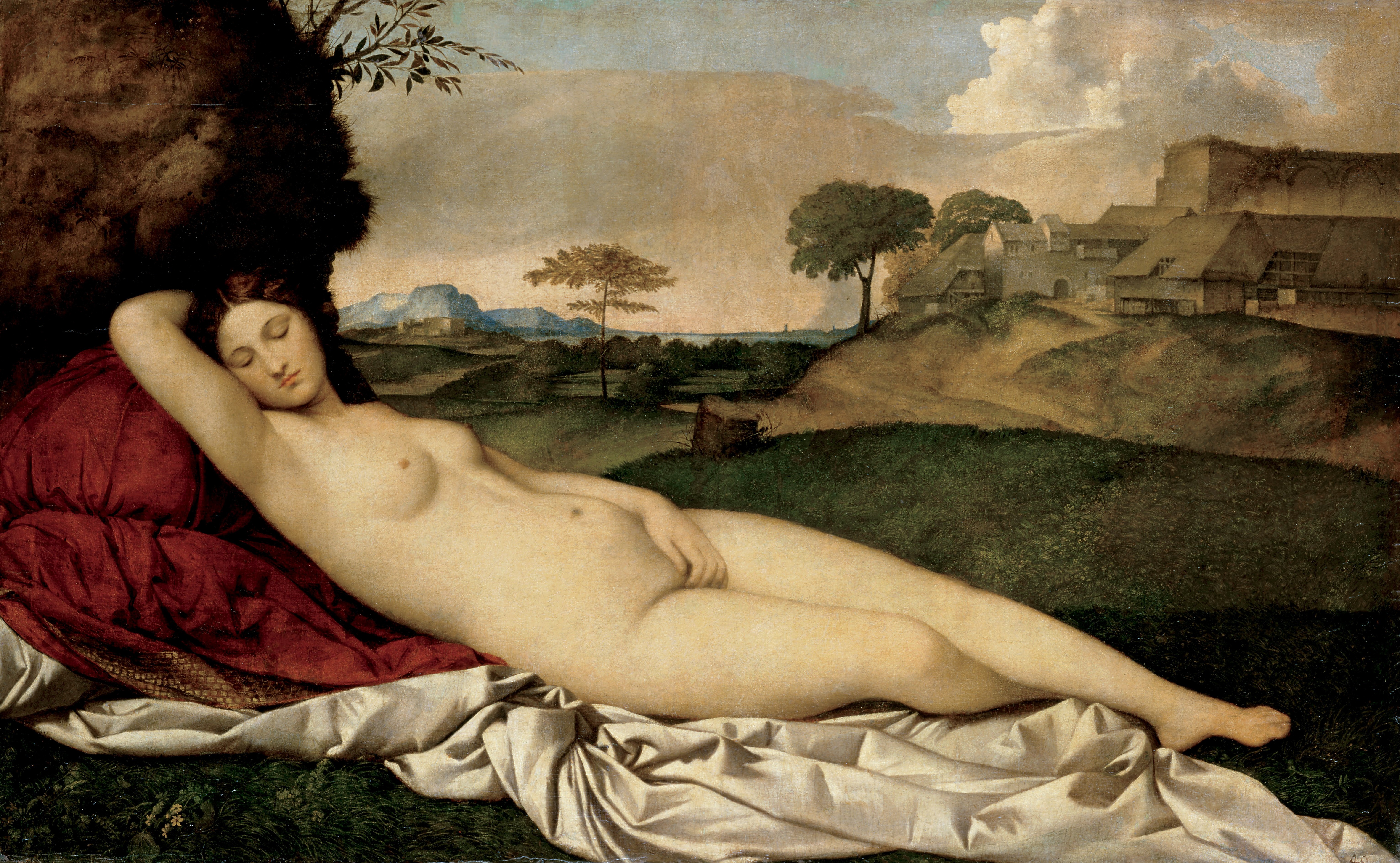
Vénus Adormecida (1510)
de Giorgione e Ticiano

A pintura foi encomendada, ou adquirida já em obra, por Guidobaldo II Della Rovere, o Duque de Urbino, possivelmente para celebrar o seu casamento com Júlia de Varano em 1534. Teria originalmente decorado uma cassone (arca nupcial), uma arca que era dada tradicionalmente em Itália como presente de casamento.
Curiosamente, dado o seu conteudo explicitamente erótico, a pintura poderia ter tido intuitos instrutivos como "modelo" para a noiva do duque que era muito jovem, com onze anos apenas. O argumento para o didatismo da pintura foi apresentado pela historiadora Rona Goffen em estudo publicado em 1997.
Tem sido aceite que o modelo para a pintura foi Angela del Moro, uma cortesã de Veneza muito bem paga pelo seu serviço e que era uma conhecida companhia à mesa de Ticiano.

## Enquadramento

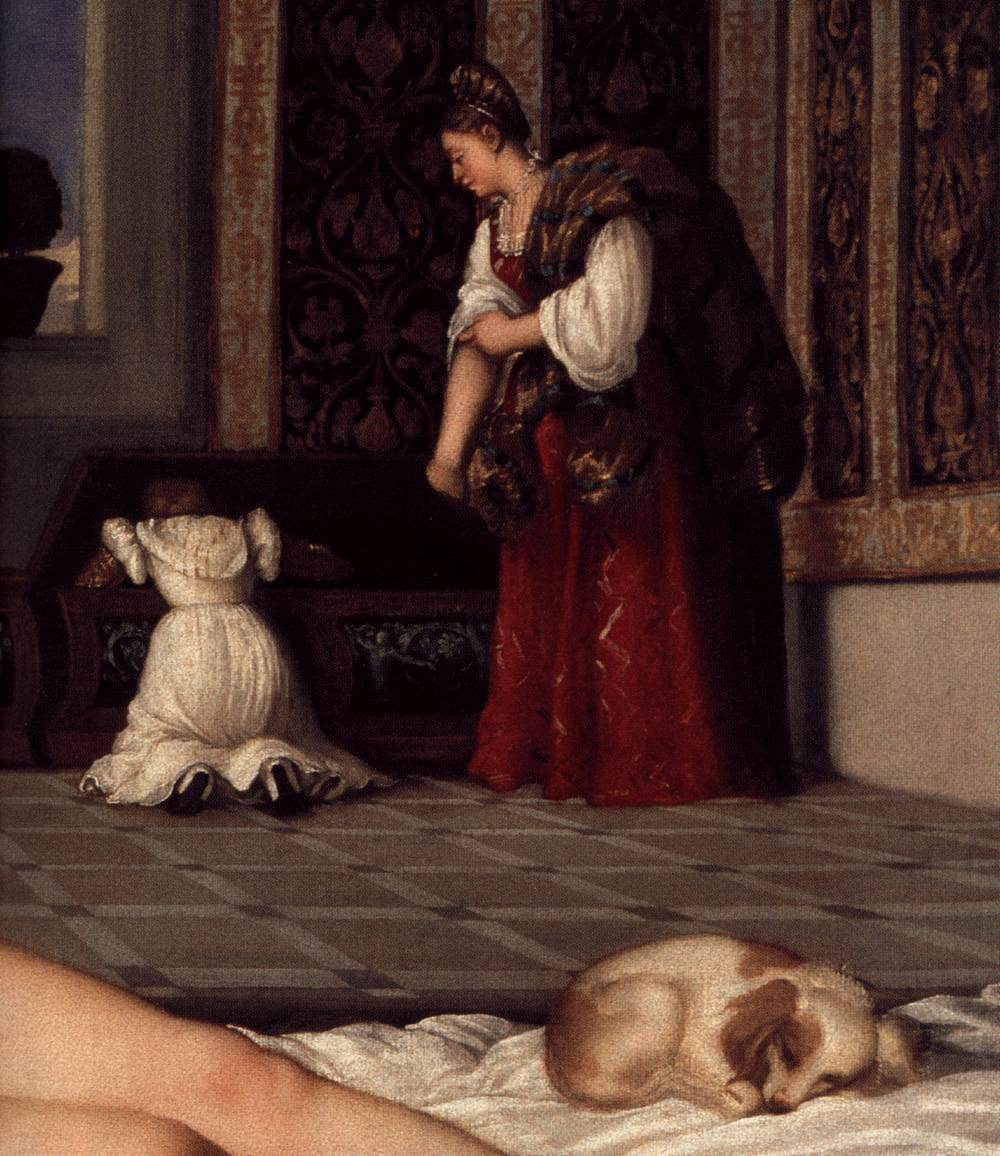
Detalhe do segundo plano

A pesada cortina verde que separa a alcova do resto do quarto está entreaberta
e mostra um interior renascentista, com um recinto de pavimento reenquadrado, no qual duas serviçais estão mexendo num baú as roupas para vestir a deusa. Uma está ajoelhada a remexer e a outra, com um vestido vermelho e elegante penteado, tem já um elegante vestido sobre as costas.
Candelabros dourados decoram as paredes, enquanto os baús têm girali à antiga com elementos antropomórficos, sinal de um mobiliário actualizado às tendências mais recentes da época. A luz, mais que da frente, entra da janela sobre o fundo, dotada de colunas ao centro e da qual se vê, além da murta no vaso, um céu iluminado da luz dourada e um arbusto, que alude à existência de um jardim. Também a iluminação no recinto provém da esquerda e lança uma sombra da empregada de pé sobre a parede à sua frente.

## Inspirações

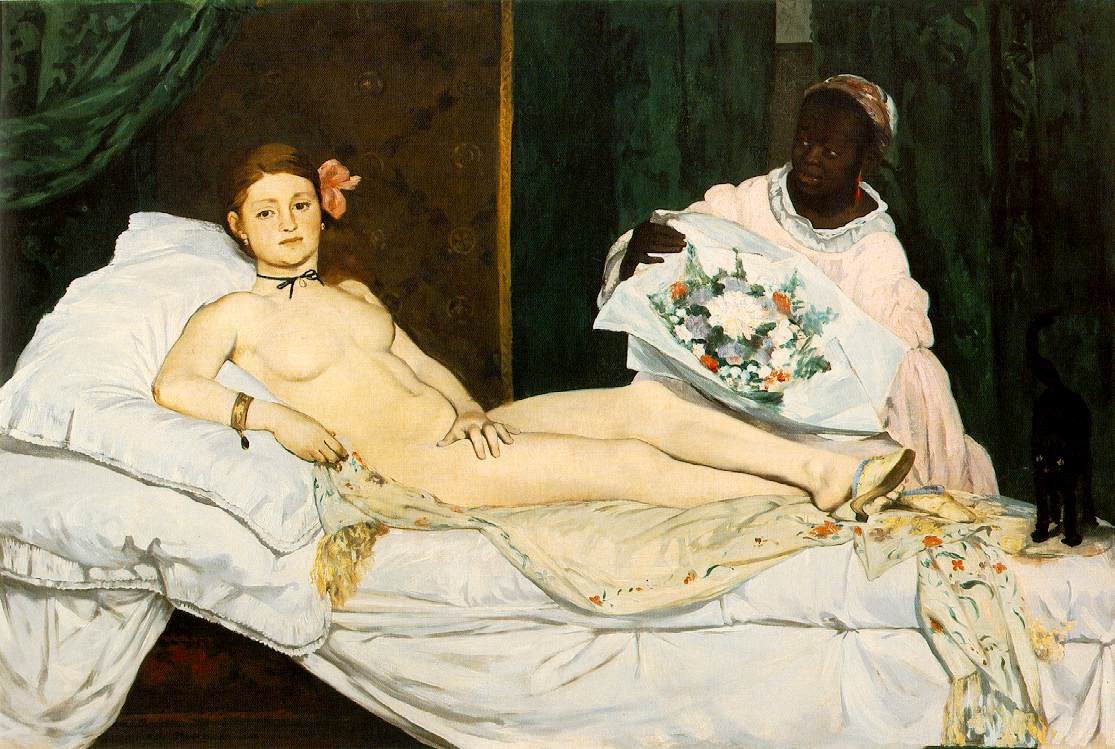
Olympia
Édouard Manet, 1863

A Vénus de Urbino de Ticiano foi uma das inspirações de Édouard Manet para a sua Olympia de 1863 em que a figura de Vénus é substituída pela modelo Victorine Meurent.
No seu livro de viagens de 1880 A Tramp Abroad, Mark Twain considerou a Vénus de Urbino como "a imagem mais suja, mais vil, mais obscena que o mundo tem". Sugeriu que "foi pintada para um bagnio (bordel), e que foi provavelmente recusada porque era uma bagatela demasiado forte", acrescentando humoristicamente que "na verdade, é uma bagatela demasiado forte para qualquer sítio que não uma Galeria de Arte pública".